# 스즈키 젠코 내각 (개조)
스즈키 젠코 개조내각(일본어: 鈴木善幸改造内閣)은  스즈키 젠코가 제70대 내각총리대신으로 임명되어, 1981년 11월 30일부터 1982년 11월 27일까지 존재한 일본의 내각이다.
스즈키 젠코 내각의 개조내각이다.

## 각료
- 내각총리대신 - 스즈키 젠코
- 법무대신 - 사카타 미치타
- 외무대신 - 사쿠라우치 요시오
- 대장대신 - 와타나베 미치오
- 문부대신 - 오가와 헤이지
- 후생대신 - 모리시타 모토하루
- 농림수산대신 - 다자와 기치로
- 통상산업대신 - 아베 신타로
- 운수대신 - 고사카 도쿠사부로
- 우정대신 - 미노와 노보루
- 노동대신 - 하쓰무라 다키이치로
- 건설대신 - 시세키 이헤이
- 자치대신, 국가공안위원회 위원장 - 세코 마사타카
- 내각관방장관 - 미야자와 기이치
- 총리부 총무장관, 오키나와 개발청 장관 - 다나베 구니오
- 행정관리청 장관 - 나카소네 야스히로
- 홋카이도 개발청 장관, 국토청 장관 - 마쓰노 유키야스
- 방위청 장관 - 이토 소이치로
- 경제기획청 장관 - 고모토 도시오
- 과학기술청 장관 - 나카가와 이치로
- 환경청 장관 - 하라 분베에
  - 내각법제국 장관 - 쓰노다 레이지로
  - 내각관방부장관(정무) - 이케다 유키히코
  - 내각관방부장관(사무) - 오키나 규지로
  - 총리부 총무부장관(정무) - 후쿠시마 조지
  - 총리부 총무부장관(사무) - 가와무라 쓰구아키 / 야마지 스스무(1982년 8월 27일 ~ )

## 정무 차관
전임 내각의 정무 차관이 1981년 12월 2일부로 퇴임했고 같은 날에 신임 정무 차관을 임명했다.
- 법무 정무 차관 - 다케우치 기요시
- 외무 정무 차관 - 쓰지 히데오
- 대장 정무 차관 - 야마사키 다케사부로·마스오카 고지
- 문부 정무 차관 - 다모 다카히사
- 후생 정무 차관 - 쓰시마 유지
- 농림 수산 정무 차관 - 다마자와 도쿠이치로·나리아이 젠주
- 통상 산업 정무 차관 - 하라다 쇼조·마나베 겐지
- 운수 정무 차관 - 가노 미치히코
- 우정 정무 차관 - 미즈히라 도요히코
- 노동 정무 차관 - 아이자와 히데오
- 건설 정무 차관 - 무라오카 가네조
- 자치 정무 차관 - 다니 요이치
- 행정 관리 정무 차관 - 나카무라 야스시
- 홋카이도 개발 정무 차관 - 기타 슈지
- 방위 정무 차관 - 호리노우치 히사오
- 경제 기획 정무 차관 - 유카와 히로시
- 과학 기술 정무 차관 - 하야시 히로코
- 환경 정무 차관 - 이시카와 요조
- 오키나와 개발 정무 차관 - 다하라 다케오
- 국토 정무 차관 - 기쿠치 후쿠지로

## 참고 문헌
- 하타 이쿠히코 편 《일본 관료제 종합 사전 : 1868 ~ 2000》(도쿄 대학 출판회, 2001년)